# Родріго Рато
Родріго де Рато і Фігаредо (ісп. Rodrigo de Rato y Figaredo; нар. 18 березня 1949, Мадрид) — іспанський державний і політичний діяч. Обіймав посаду міністра економіки Іспанії. З травня 2004 по жовтень 2007 року обіймав посаду директора-розпорядника Міжнародного валютного фонду.

## Біографія
Рато вивчав економічні науки в США і отримав вчений ступінь в Університеті Комплутенсе. З початку 1980-х років займав керівні посади в консервативній Народної партії, в 1996 році був обраний заступником генерального секретаря. Після перемоги Народної партії на чолі з Хосе Марією Аснаром на виборах у березні 1996 року Рато був призначений другим віце-головою уряду і міністром економіки і фінансів, зберігши за собою ці пости аж до виборів 14 березня 2004 року.
4 травня 2004 виконавча рада МВФ призначив Рато наступником Хорста Келера на посаді директора-розпорядника фонду. 28 червня 2007 Рато заявив про свою відставку з поста з причин особистого характеру у жовтні 2007 року. Його змінив на цій посаді міністр фінансів Франції Домінік Стросс-Кан.
У 2010—2012 роках займав посаду президента іспанської фінансової групи Bankia. Під його керівництвом в банку Bankia було здійснене шахрайство з кредитними картками яке завдало значних фінансових втрат установі. Як наслідок група була змушена просити допомоги в Уряду, її було частково націоналізовано. Сам Родріго Рато, по даній справі, в лютому 2017 був засуджений до 4,5 років позбавлення волі.